# Эекатль
Ээ́катль, (исп. Ehécatl) — «Ветер», в ацтекской мифологии бог ветров, ассоциирующийся с Западом. Его дыхание движет по небу солнце и подметает дороги бога дождя Тлалока. Также считался одним из воплощений Кетцалькоатля (Ээкатль-Кетцалькоатль, Ehecatl-Quetzacoatl).
С Ээкатлем, как ипостасью Кетцалькоатля, связывали эпоху Второго, или Ветреного, Солнца (Эекатонатиу), которая продлилась 4010 лет. После второго сотворения мира Солнце было неподвижно (или не имело устойчивого курса на небе), пока Ээкатль своим дуновением не направил его по небесному пути. Эта эпоха именовалась Золотым веком, однако по прошествии её Тескатлипока сбросил Солнце на землю и поднявшийся страшный ураган унёс почти всё, что было на земле. Ураган продолжался 676 лет. Уцелели только те люди, что удержались за ветки деревьев; они превратились в обезьян.
Другая легенда связывает Ээкатля с появлением в мире любви после того, как он полюбил смертную женщину по имени Майяуэль.
Ээкатль изображался в виде танцующего существа с красным птичьим (утиным) клювом, порождающим ветер, чёрным телом обезьяны и змеёй вместо хвоста. В центральной Мексике местами бури и сильные ветра до сих пор называют ээкакоатлями («змеями ветров»).
Ээкатлю посвящён Круглый храм в Калиштлауаке.

## Первоисточники
- Пресвитер Хуан; Антонио Перес; фрай Педро де лос Риос (глоссы). Мексиканская рукопись 385 «Кодекс Теллериано-Ременсис» (с дополнениями из Кодекса Риос) / Ред. и пер. С. А. Куприенко, В. Н. Талах. — Киев: Видавець Купрієнко С.А., 2013. — 317 с. — ISBN 978-617-7085-06-4.
- Сказания о Солнцах. Мифы и исторические легенды науа / Ред. и пер. С. А. Куприенко, В. Н. Талах.. — Киев: Видавець Купрієнко С.А., 2014. — 377 с. — ISBN 978-617-7085-11-8.